# Fontes Pereira de Melo, 28-28A
Avenida Fontes Pereira de Melo, nº 28-28A, também referido como Palacete na Avenida Fontes Pereira de Melo, n.º 28
e actualmente edifício-sede do Metropolitano de Lisboa E.P.E., é um edifício localizado na Avenida Fontes Pereira de Melo, n.º 28 a 28 A, e Rua Andrade Corvo, n.º 34 a 38, na freguesia de Arroios, em Lisboa.

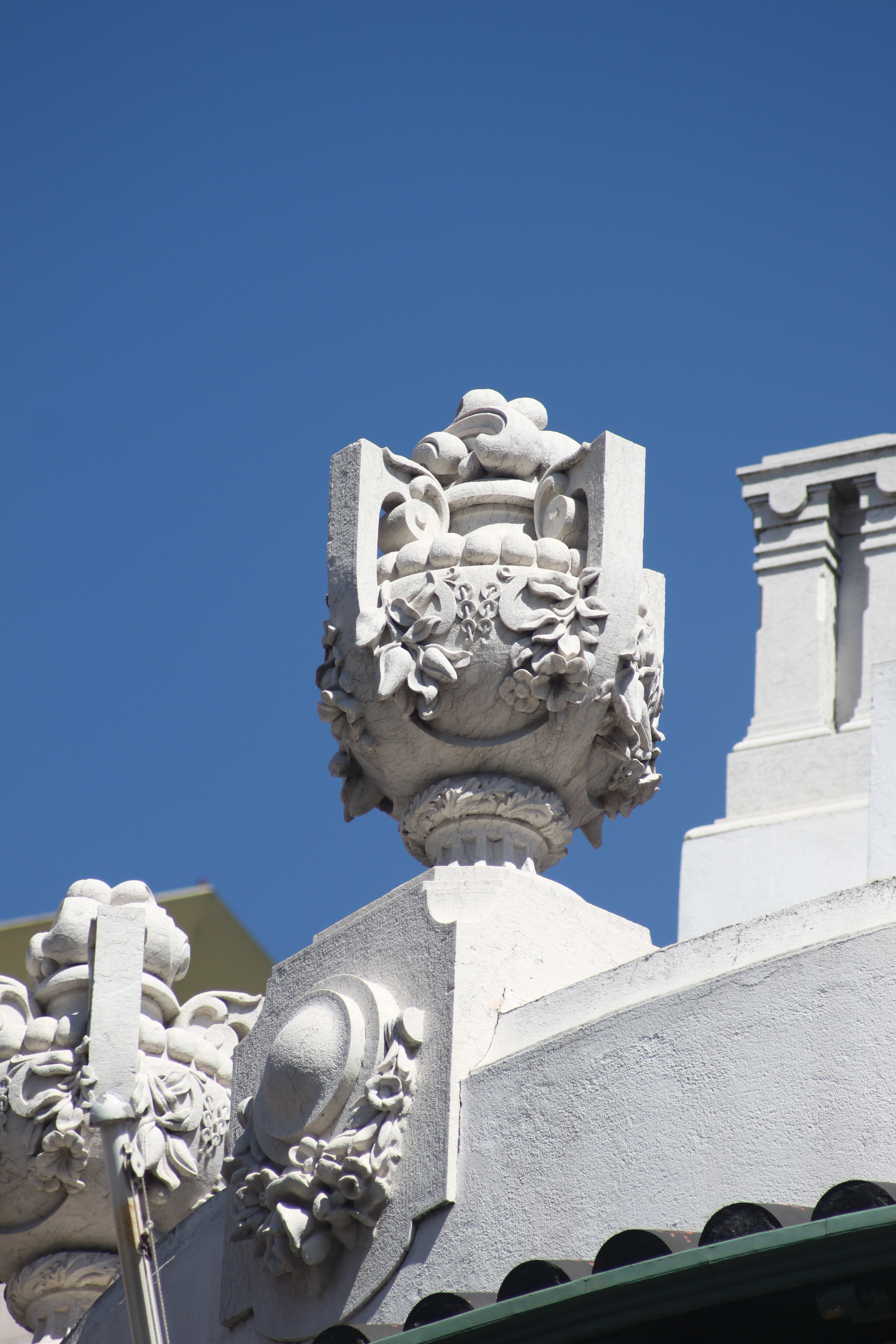
Pormenor do edifício, prémio Valmor em 1914

Propriedade inicialmente de José Maria Moreira Marques, foi construído entre 1910 e 1914 com projecto do arquiteto Manuel Joaquim Norte Junior, tendo-lhe sido atribuído o Prémio Valmor desse ano.
Este edifício está classificado como Imóvel de Interesse Público desde 2002.

## Ver Também
- Prémio Valmor
- Manuel Joaquim Norte Júnior
- Ecletismo em Portugal
- Arte Nova em Portugal